# 佛教正覺同修會
25°04′22.32″N 121°31′08.89″E / 25.0728667°N 121.5191361°E
佛教正覺同修會是台湾的宗教團体，成立於1997年9月17日，目前的法人代表是楊順旭，由蕭平實夫婦和會員組成。正覺同修會的领导人为蕭平實，自稱金雄師或方竹平，信徒稱平實導師。相關團體為「正覺教育基金會」與「正智出版社」。

## 創會緣起及發展
佛教正覺同修會由蕭平實（弟子們皆尊稱其為「平實導師」）與其弟子成立，致力於推廣華人對佛教正法的修學與實證，及對玄奘文化的深入研究，其講授內容以八識論為核心，講述並出版《成唯識論釋》，闡述玄奘內明哲學，經自然發展，目前已在台北、桃園、新竹、台中、嘉義、台南、高雄、香港等地設立共修處，開設禪淨班、進階班、增上班，講授初、中、高級佛法課程，期能復興及弘揚佛法，使文化蓬勃、民心安定。
因蕭平實闡述之佛法內容與眾多佛教團體及修學人士有異，蕭平實於其多部著作中述明法義差異所在，供人比對，也因此使其本人與正覺同修會與被其評論之團體或人物產生爭議。

## 理念
在1990弘法初期，蕭平實以找到如來藏為弘法主旨，弘法初期，正信佛教界對他的說法回響極大，也曾引起激烈討論。正覺同修會隨後在陸續一百多本著作中，針對如來藏、禪宗、淨土、密宗、阿含、中觀、唯識等佛法重要領域從三界唯心、萬法唯識角度來詳細說明。

## 組織發展及弘法活動
2003年7月31日,《正覺電子報》創刊。2007年4月15日，桃園大溪正覺祖師堂落成，目標以修學三乘菩提，明心為入門。除了在法義及哲學上釐清闡明之外，佛教正覺同修會與蕭平實於2008年共同捐助創立「財團法人正覺教育基金會」，是以教化社會，淨化人心為宗旨的社教公益團體。正覺兩會一直進行著許多博施濟眾的公益活動，諸如開設品性優良清寒獎助學金、扶助老病孤苦、急難救助、贈助經濟弱勢中小學生的午餐費、「雪中送炭」冬令救濟、重大災害賑災……等等，廣獲各界讚歎。2017年於年代much電視臺播出「佛法東來」系列影片。2020年起辦理「玄奘文化千年路」系列講座。2025年2月1日，正覺人生播客Podcast開播，用貼近生活、輕鬆有趣的方式分享佛法與生命的智慧。目前正興建財團法人正覺寺，期能讓有心修學的人有更多機會與管道，能接觸、熏習乃至實證佛法，最終流傳於全世界，讓全球人類都能分享、重視這個世界性的文化遺產、宗教珍寶。

## 公益活動
正覺同修會在宣揚世尊如來藏法教及修行之餘，也量力回饋社會，參與包含921大地震、莫拉克風災賑災活動、中國四川大地震、清寒獎助學金等社會福利及公益活動。修行不限於打坐參禪、抄經念佛，行善也是修行的一種，累積福德資糧，種善根。
2014年代電視《發現新台灣》節目報導「正覺同修會」雪中送炭之敦親睦鄰義舉。

## 爭議

### 團體精神領袖蕭平實受到學術界、佛教界批評
國立台灣大學哲學系教授楊惠南指出，蕭平實或其信徒對印順法師的批評，「已經到了顛倒是非的地步」。江燦騰教授在談到他和藍吉富教授為什麼根本不回應蕭平實對印順的強烈質疑時表示，不是印順不能質疑，而是蕭平實「根本外行，不值得浪費時間」。藍吉富教授在2002年提出「後印順時代」的說法，並列舉批評印順的人物，其中並沒有蕭平實。昭慧法師認為蕭平實程度太低，對他批評印順的文字不予回應，以免浪費寶貴時間。現代禪淨土念佛會會長溫金柯表示，在台灣佛教界，蕭平實的意見並沒有被討論的價值。
中國時報副總主筆陳琴富認為正覺會是一個號稱佛教的修行團體，但是經常誹謗其他的教團，尤以藏傳佛教為首要的打擊對象，不僅專書誹謗，還在基金會的大樓外長期張貼「藏傳佛教非佛教，喇嘛非佛門僧人」的廣告招牌，十分醒目。蕭平實為了壯大自己的聲勢，不僅誹謗藏傳佛教，還誹謗當代所有的漢傳佛教修行者。例如他批評印順法師的人間佛教是邪說，倡導意識心取代如來藏正法。他也批評星雲法師「不懂三乘菩提，以致所教導之知見粗淺。故佛光山信徒往往不知佛教之大異其他宗教所在。」並以專書《入不二門》誹謗星雲法師的禪宗見解。他甚至批評他的皈依師父聖嚴法師不知法，「足跡遍及五大洲，每年往來於世界各地誤導眾生」，從未見佛教徒敢如此詆毀上師者。蕭平實更誹謗歷代禪宗祖師，稱「古來禪宗一般證悟之禪師，猶未能知真唯識量內涵，何況古今錯悟之禪師及未悟之凡夫。」他批評所有的當代修行者都未證得如來藏，別人證的都是意識心，只有他懂如來藏，貢高我慢到了極點，就差沒有自稱是佛。
中國的達照法師說在讀完蕭平實所著《無相念佛》、《念佛三昧修學次第》、《正法眼藏——護法集》、《生命實相之辨正》、《真假開悟之簡易辨正法》、《禪淨圓融》、《真實如來藏》、《如何契入念佛法門》、《大乘無我觀》、《佛教之危機》、《宗通與說通》、《我與無我》、《狂密與真密》（一到四輯）、《禪門摩尼寶聚》等（公案拈提一到五輯）、《楞伽經詳解》（一到六輯），以及一起出版的《學佛之心態》、《慈悲的心聲》等二三十部書後，感慨良深！起初只看表面的文字敍述、名相解釋，乃至義理參究存在很大的問題，總是覺得很彆扭，特別感到作者一股莫名強大的自我表現欲，處處不忘記「自我」，處處為「自我」包裝，與佛法精神實不相符。後來漸漸看到，一切好事都跟作者本人聯繫起來，一切壞事都跟現今佛門大德聯繫起來，除了作者所說之外，已經沒有任何佛法可學可修，除了作者創辦的正覺同修會之外，根本沒有任何地方是真正的佛教道場，這亦與佛法萬德莊嚴相悖逆。再後來終於看清楚在以佛法名相義理為掩護的背後，深深隱藏著他自己「第一因」的邪因外道見，露出了狡猾的狐狸尾巴，實是佛教致深之傷害！再進一步才完全明白了，這是一次人心沒落的「造神運動」，卻將佛法名相義理竊為他招搖惑世之神壇，豈非佛教之悲哀？遂感慨現今之佛教，外遭法輪功擅用法輪之標致，內患第一因外道假借佛法名相義理為掩護而謗法破僧！堂堂佛教，堂堂妙法，堂堂僧寶，廣大莊嚴，為世明燈，竟遭外道淩辱至此，靜夜思之，哀哉可傷！第一因外道譬如登堂入室，盜取了保險箱裏面的財寶（佛法義理名相），縱然被趕出家門，已然狼藉一片！如之奈何？如之奈何！ 現代賊人的手段越來越高明，剽竊越來越深入，傷害也越來越嚴重！致命之處就在於蕭平實之敍述，文字語言基本上都符合佛法之意，不要說初學佛法者難以贗別其真偽，就是久參者也容易被其美妙的文字敍述所誤導，甚至學界還有人說他「頗為精到」，而不知在最為關鍵的根本處卻是外道之行徑。他還處處標榜「正法」，處處提出「法義辨正」。現在，我們從他的論著中，就其「第一因」的外道思想、人心沒落的「造神運動」、欺師滅祖的「忘恩負義」、玩弄文字的「謗法破僧」等要點，來揭示其以「三乘正法」為掩護的外道嘴臉，還我佛教之清白！

### 被認為詆毀藏傳佛教，判處蕭平實觸犯散布文字誹謗罪，西藏宗教基金會表示正覺同修會受中國資金資助
約從2003年開始，蕭平實與其弟子著書詆毀藏傳佛教不是佛教。藏人行政中央駐台灣代表兼達賴喇嘛西藏宗教基金會董事長跋熱·達瓦才仁說，正覺教育基金會詆毀藏傳佛教，背後有來自中國共產黨政權的政治目的；而正覺教育基金會董事長張公僕接受自由亞洲電台採訪時，完全否認正覺和中共政權有任何關係。張公僕認為，正覺教育基金會只是針對藏傳佛教的教義中「嚴重違反倫理道德和社會治安」的部分，純粹從法律層面及保護婦孺角度來敘述事實，完全與政治無關。2012年蕭平實因斥責達賴喇嘛於2009年來臺灣，為莫拉克風災受災者辦理祈福法會之便斂財而被告上法庭，蕭平實遭到達賴喇嘛西藏宗教基金會及其代表人達瓦才仁控告妨害名譽；同年8月，臺灣臺北地方法院刑事判決101年度自更（一）字第一號判處蕭平實觸犯散布文字誹謗罪，處拘役五十五日，如易科罰金以新臺幣壹仟元折算一日。臺灣最高法院在2018年10月的判決中判決正覺同修會的上訴敗訴。此案列入美國在台協會發布的《國際宗教自由報告：2019年台灣部分》。文中西藏宗教基金會持續控訴受到當地一個名為「正覺同修會」的佛教組織騷擾。西藏宗教基金會表示, 該佛教組織受到來自中國的資助，透過文宣出版品與廣告招牌散佈「藏傳佛教非真正佛教」的訊息。高等法院於2017年12月裁定正覺同修會應在全國性報紙上刊登「澄清聲明」，正覺同修會再次上訴後，最高法院在2018年10月最新的判決中做出同樣的裁定。2018年12月，正覺同修會按照指示發布了澄清聲明，同時強調該聲明並非對西藏宗教基金會的道歉啟事。蕭平實提出釋憲案，也於2023年遭憲法法庭駁回。

### 被中國視為「台灣滲透組織」而被取締
該會成立的“正覺教團”，因被中國視為「台灣滲透組織」，於2024年1月3日被中國大陸平山區民政局依該國法律取締。

### 侵犯著作權被提起公訴，原告撤訴後法院不受理
正覺同修會出版的《正覺電子報》，於2006年7月10日、8月10日出版之33期、34期，未經昭慧法師同意，重製昭慧法師1997年11月3日、12月17日、12月26日寄給被告蕭平實之書信全文，及2000年7月13日寄給詹達霖之書信全文，觸犯《著作權法》第91條第1項「擅自以重製之方法侵害他人之著作財產權」罪嫌，遭臺灣臺北地方法院檢察署檢察官提起公訴。後來昭慧法師當庭撤回告訴，因這是告訴乃論之罪，臺灣士林地方法院裁定公訴不受理。

### 講堂掛爭議布條遭鄰居抗議

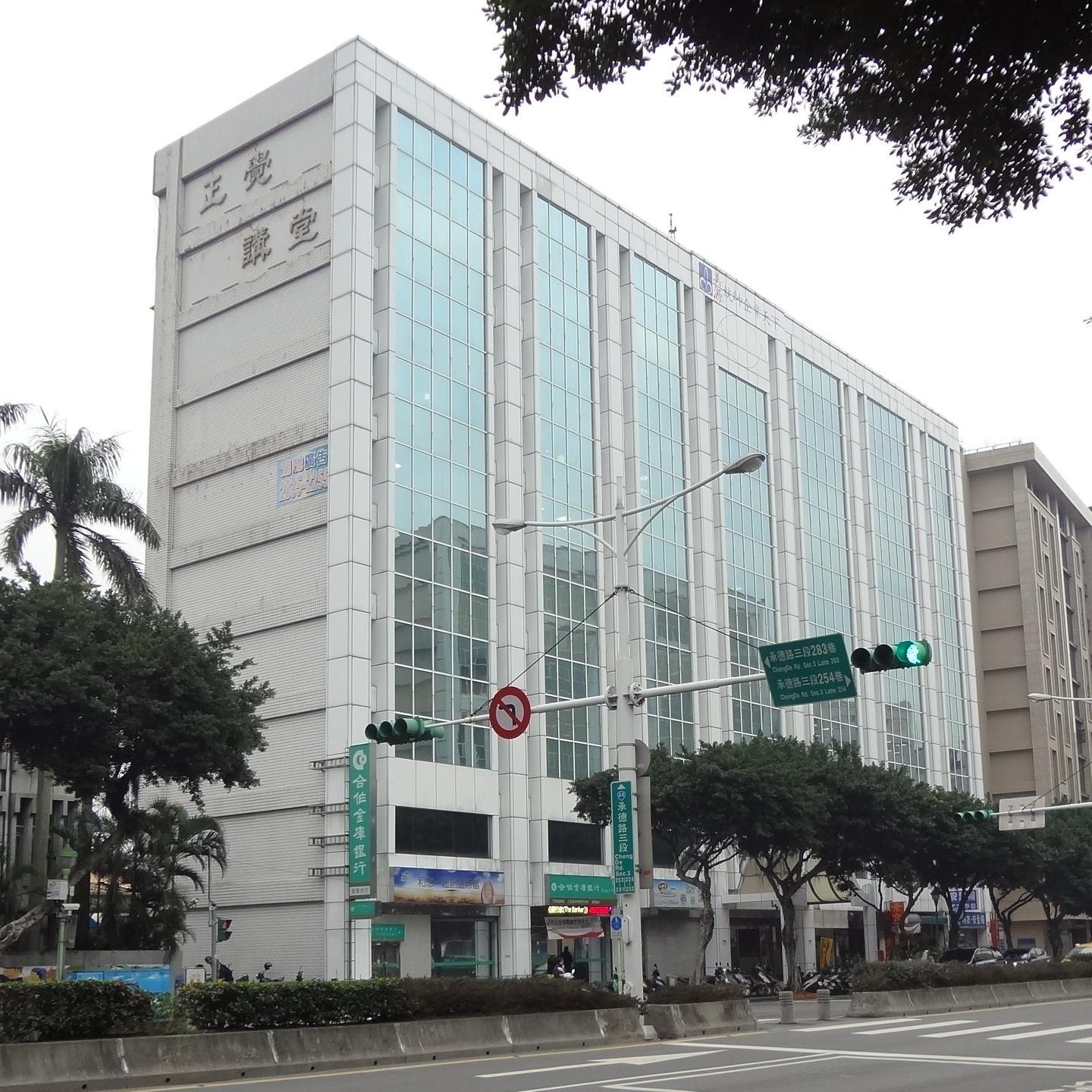
美源統帥企業天下辦公大樓正面外觀

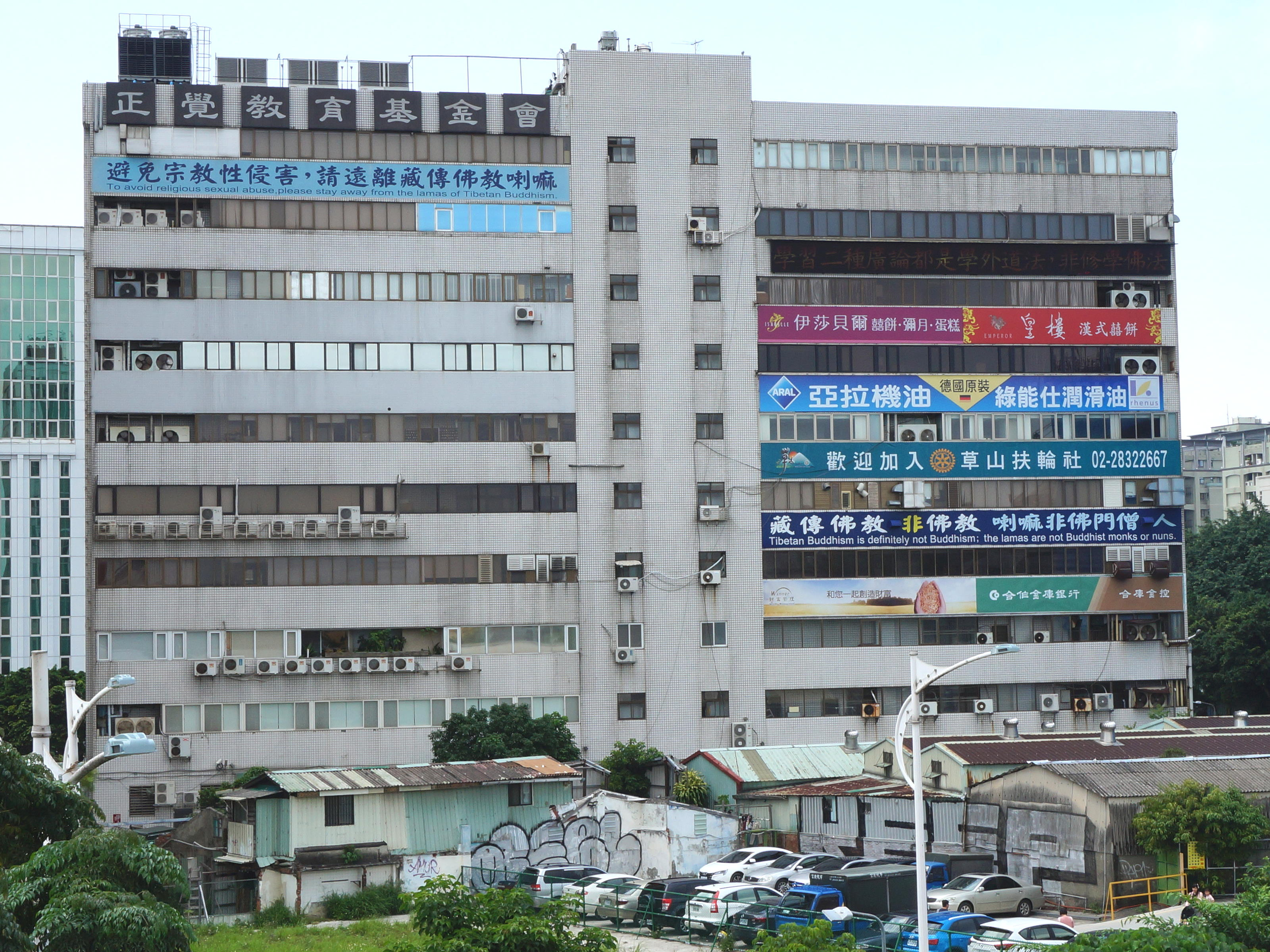
美源統帥企業天下辦公大樓背面外觀

正覺講堂在其所在的台北市承德路三段「美源統帥企業天下辦公大樓」外牆掛上大幅廣告，上面文字聳動，引發附近居民譁然。正覺同修會表示，廣告所述內容「都是事實」，有中英文書本及網站可搜尋，為了保護社會大眾，他們不會撤除。居民向台北市政府1999專線陳情，但還未獲市府回覆。該棟大樓管理委員會召開會議討論，主張在外牆懸掛廣告看板須經管委會同意；但正覺代表發律師函給管委會，指若未經同意拆除，將違反《中華民國刑法》毀損罪，正覺也要依《民法》請求侵權行為損害賠償；管委會因而未進一步處理。
精研佛教歷史的楊惠南教授則說，早期瑜伽修行在印度的確是一種宗教行為，目前有部分藏傳佛教支派吸納了印度教的做法、將所謂「性交修行」也納入，這與釋迦佛所強調的傳統佛教精義確有極大出入，正覺的提醒及批判並不意外。跋熱·達瓦才仁表示，印度佛教密宗經典確實記載有「無上瑜伽修行」的觀點，曾有過男女雙修的典故，但自古至今從未有人修至該境界。

### 廣告被投訴與新聞報導難以區分
2011年1月19日，正覺教育基金會在自由時報A1版（頭版）下半版面刊登『保護台灣女性，必須瞭知喇嘛教的根本教義』廣告，該廣告亦於1月20日聯合報A16版、1月20日中國時報A1版、1月25日蘋果日報的C1影劇版頭版刊登，其後散發的傳單與網頁，將該篇廣告版面連同刊登日期及版面重製於傳單及網頁上。經讀者向自由時報反應誤會為自由時報的報導後，佛教正覺同修會將網頁予以修正，輔以明確之文字標示，予以澄清並提出說明。

## 外部連結
- 正覺同修會全球資訊網 （页面存档备份，存于）
- 正覺教育基金會全球資訊網 （页面存档备份，存于）
- 正智書香園地 （页面存档备份，存于）
- 正覺學報 （页面存档备份，存于）
- 正覺電子報 （页面存档备份，存于）
- 正覺講堂的Facebook （页面存档备份，存于）
- 大溪正覺祖師堂的Facebook （页面存档备份，存于）
- 正覺人生播客 （页面存档备份，存于）
- 佛法東來(一)正法眼藏 涅槃妙心 （页面存档备份，存于）
- 佛法東來(二)第一義天 玄奘菩薩 （页面存档备份，存于）
- 佛法東來(三)真唯識量 大乘根本 （页面存档备份，存于）